# 東伊場
東伊場（ひがしいば）は静岡県浜松市中央区の町名。現行行政地名は東伊場一丁目・東伊場二丁目。住居表示実施済。

## 地理
県居地区の西部に位置する。東で成子町及び菅原町、西で西伊場町及び南伊場町、南で西浅田一丁目・森田町・東若林町、北で鴨江（一丁目・二丁目）と接する。

### 学区
- 浜松市立県居小学校
- 浜松市立西部中学校

## 歴史

### 沿革
- 1889年（明治22年）4月1日 - 町村制の施行により、敷知郡伊場村が周辺の村と合併し、敷知郡浅場村となる。旧村名は浅場村の大字として残る[WEB 3]。
- 1896年（明治29年）4月1日 - 郡制の施行により、浅場村の所属郡が浜名郡に変更となる。
- 1908年（明治41年）10月1日 – 浅場村の一部（大字伊場など）が浜松町に編入される[WEB 3]。
- 1911年（明治44年）7月1日 – 浜松町が市制施行し、浜松市となる。
- 1925年（大正14年）5月1日 -  地籍整理により、大字伊場から東伊場町に町名変更を実施。また、一部を菅原町・西伊場町・森田町へ割譲し、大字東鴨江の一部を編入[書籍 1]。
- 1966年（昭和41年）
  - 2月1日 - 住居表示の実施に伴い、東伊場町の一部が西伊場町に編入される。また、西伊場町と東伊場町の各一部を合わせて南伊場町が成立[WEB 4]。
  - 8月1日 - 住居表示の実施に伴い、鴨江町・西伊場町・東伊場町の各一部を合わせて鴨江二丁目が成立[WEB 4]。
- 1968年（昭和43年）6月1日 - 住居表示の実施に伴い、東伊場町を廃止して東伊場一丁目・東伊場二丁目が新設される。また、菅原町と西伊場町の各一部を編入する[WEB 4]。
- 2007年（平成19年）4月1日 - 浜松市が政令指定都市となる。東伊場は中区の一部となる。
- 2014年（平成26年）4月8日 - 遠鉄ストアフードワン東伊場店・マツモトキヨシ東伊場店が営業開始する。
- 2024年（令和6年）1月1日 - 浜松市の行政区再編により、東伊場は中央区の一部となる。

## 施設
- 浜松市県居協働センター
- 学校法人緑ヶ丘幼稚園 緑ヶ丘幼稚園
- 浜松市立県居小学校
- 静岡県警察浜松中央警察署東伊場交番
- 浜松商工会議所
- 静岡県浜松労政会館
- 伊場遺跡
- 浜松市立賀茂真淵記念館
- グランドホテル浜松
- フォーリスホテルヴィラくれたけ
- 遠鉄ストアフードワン東伊場店
- ドラッグストア マツモトキヨシ 東伊場店
- 県居神社
- 賀茂神社
- 曹洞宗 鶴枩山 光雲寺
- 曹洞宗 神照山 瑞生寺
- 曹洞宗 潮音山 見海院
- 曹洞宗 白玉山 大厳寺

## 交通

### バス
- 遠鉄バス20志都呂宇布見線：（浜松駅 方面 - ）東伊場 - 伊場遺跡入口 - 商工会議所（ - 山崎（志都呂経由）／舞阪駅（イオンモール浜松志都呂経由））

### 道路
- 静岡県道62号浜松雄踏線（雄踏街道）
- 浜松市道広沢東伊場線（西高坂）
- 浜松市道鴨江菅原線（オルガン坂）
- 浜松市道東伊場2号線（監物坂）
- 浜松市道東伊場19号線（灯籠坂）
- 浜松市道東伊場24号線（岡部坂）

## その他

### 警察
警察の管轄区域は以下の通りである。
| 番・番地等 | 警察署         | 交番・駐在所 |
| ---------- | -------------- | ------------ |
| 全域       | 浜松中央警察署 | 東伊場交番   |

### 消防
消防の管轄区域は以下の通りである。
| 番・番地等 | 消防署   | 本署/出張所 |
| ---------- | -------- | ----------- |
| 全域       | 中消防署 | 鴨江出張所  |

### 書籍
1. ↑  『浜松市史 三』浜松市役所、1980年3月26日、354,356頁。

### WEB
1. ↑  “h02_22.csv”.   総務省 (2022年2月10日). 2024年10月4日閲覧。
2. ↑  “chuouku_menseki.xlsx”.   浜松市 (2024年3月12日). 2024年10月4日閲覧。
3. 1 2  “historyofcities.pdf”.   静岡県総務部合併推進室・財団法人静岡県市町村振興協会. 2024年9月19日閲覧。
4. 1 2 3  “zissizennzi.pdf”.   浜松市. 2024年10月4日閲覧。